# Герстенгрунд
Герстенгрунд (нем. Gerstengrund) — община в Германии, в земле Тюрингия.
Входит в состав района Вартбург. Население составляет 61 человек (на 31 декабря 2010 года). Занимает площадь 4,58 км².